# Aberdeen (Australia)
Aberdeen – miasto w Australii, w stanie Nowa Południowa Walia, w regionie Hunter.